# Chascanopsetta elski
Chascanopsetta elski és un peix teleosti de la família dels bòtids i de l'ordre dels pleuronectiformes.

## Hàbitat
Es troba entre els 250 – 255 m de fondària.

## Distribució geogràfica
Es troba a les costes occidentals de l'oceà Índic.